# Las estaciones (Chaikovski)
Las estaciones, op. 37a (también se encuentra, en algunos casos, como op. 37b; ruso: Времена года; publicado con el título francés Les Saisons), es un conjunto de doce piezas cortas de carácter para piano del compositor ruso Piotr Ilich Chaikovski. 

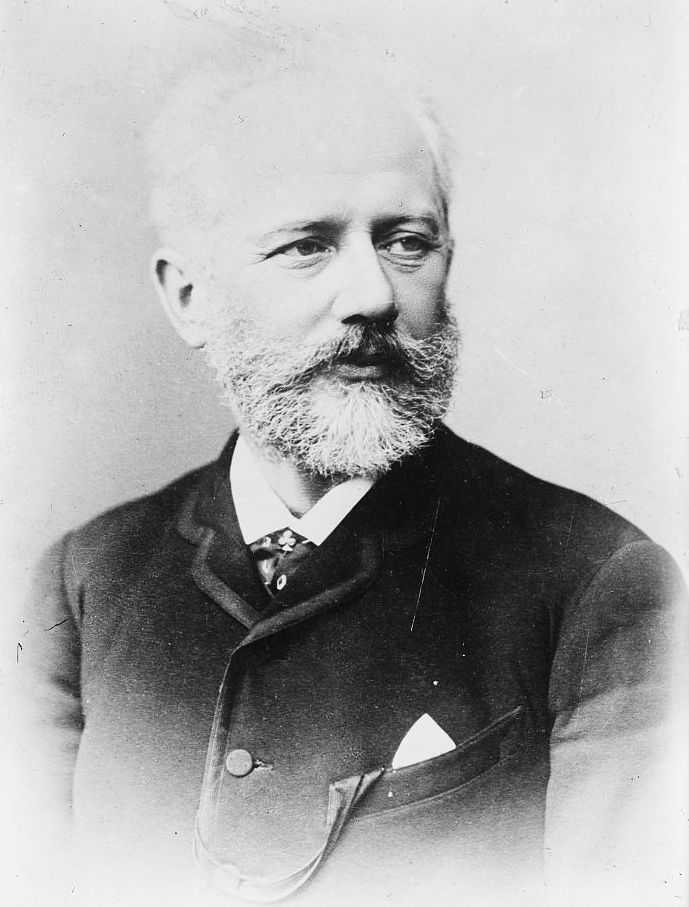
Piotr Ilich Chaikovski. Compositor ruso del período del Romanticismo

Escribió cada pieza para caracterizar los diferente meses del año en Rusia. La obra también se escucha a veces con arreglos orquestales por otros compositores. Algunos pasajes individuales siempre han sido populares: Sobre la troika (noviembre) fue un bis favorito de Serguéi Rajmáninov, y Barcarola (junio) fue enormemente popular y apareció en numerosos arreglos (incluso para orquesta, violín, violonchelo, clarinete, armonio, guitarra y mandolina).

## Antecedentes
Las Estaciones comenzaron a componerse poco después del estreno del Primer Concierto para piano de Chaikovski y continuó mientras completaba su primer ballet, El lago de los cisnes.

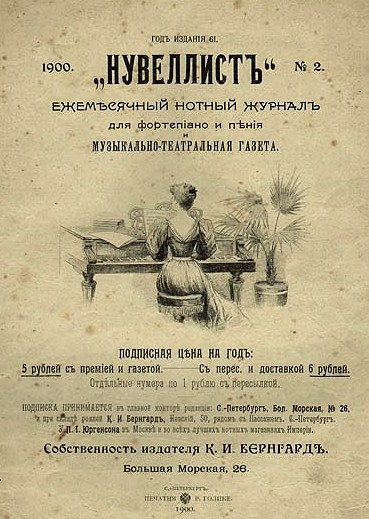
Revista musical Nuvelist.

En 1875, Nikolái Matvéievich Bernard, editor de la revista musical Nouvellist de San Petersburgo, encargó a Chaikovski que escribiera 12 piezas cortas para piano, una para cada mes del año. Bernard sugirió un subtítulo para la pieza de cada mes. Chaikovski aceptó el encargo y todos los subtítulos de Bernard, y en la edición de diciembre de 1875 de la revista, se prometió a los lectores una nueva pieza cada mes durante 1876. Las piezas de enero y febrero se escribieron a fines de 1875 y se enviaron a Bernard en diciembre, con una solicitud de comentarios sobre si eran adecuadas y, de no ser así, podría reescribir febrero y se aseguraría de que el resto tuviera el estilo que buscaba Bernard. Las de marzo, abril y mayo parecen haber sido compuestas por separado; sin embargo, las siete piezas restantes se compusieron todas al mismo tiempo y se escribieron en el mismo cuaderno, y la evidencia sugiere que se escribieron entre el 22 de abril y el 27 de mayo. La orquestación de El lago de los cisnes terminó el 22 de abril, lo que dejó al compositor libre para concentrarse en otra música; finalizando la obra a finales de mayo. Esto parece desmentir la versión publicada por Nikolái Kashkin, que decía que cada mes el compositor se sentaba a escribir una sola pieza, pero solo después de que su ayuda de cámara se lo recordara.
Los nombres que aparecieron en la publicación de las piezas fueron elegidos por Bernard, no por Chaikovski. En 1886, el editor P. Jurgenson adquirió los derechos de Las estaciones y la obra ha sido reimpresa muchas veces.
Chaikovski no dedicó sus esfuerzos compositivos más serios a estas piezas; se componían por encargo y eran una forma de complementar sus ingresos. Consideró que escribir música para un encargo era tan válido como escribir música a partir de su propia inspiración interior; sin embargo, para el primero necesitaba una trama o texto definido, un límite de tiempo y la promesa de pago al final. La mayoría de las piezas estaban en forma ABA.

## Piezas
Las 12 piezas con sus subtítulos son:
- Enero: Junto a la chimenea (la mayor)
- Febrero: Carnaval (re mayor)
- Marzo: Canción de la alondra (sol menor)
- Abril: Campanillas de invierno (si bemol mayor)
- Mayo: Noches estrelladas (sol mayor)
- Junio: Barcarola (sol menor)
- Julio: Canción del segador (mi bemol mayor)
- Agosto: Cosecha (si menor)
- Septiembre: La caza (sol mayor)
- Octubre: Canción de otoño (re menor)
- Noviembre: Troika (mi mayor)
- Diciembre: Navidad (la bemol mayor)